# (4298) Jorgenúnez
(4298) Jorgenúnez es un asteroide perteneciente al cinturón de asteroides, descubierto el 17 de noviembre de 1941 por Isidre Pòlit desde el Observatorio Fabra, Barcelona, España.

## Designación y nombre
Designado provisionalmente como 1941 WA. Fue nombrado Jorgenúnez en honor al astrónomo y físico español Jorge Núñez.